# Кезель-Чешме
Кезель-Чешме (перс. قزل چشمه) — село в Ірані, у дегестані Гакімабад, у Центральному бахші, шахрестані Зарандіє остану Марказі. За даними перепису 2006 року, його населення становило 0 осіб, що проживали у складі 0 сімей.

## Клімат
Середня річна температура становить 15,14 °C, середня максимальна – 33,91 °C, а середня мінімальна – -7,18 °C. Середня річна кількість опадів – 244 мм.
| Клімат поселення                              | Клімат поселення | Клімат поселення | Клімат поселення | Клімат поселення | Клімат поселення | Клімат поселення | Клімат поселення | Клімат поселення | Клімат поселення | Клімат поселення | Клімат поселення | Клімат поселення | Клімат поселення |
| Показник                                      | Січ.             | Лют.             | Бер.             | Квіт.            | Трав.            | Черв.            | Лип.             | Серп.            | Вер.             | Жовт.            | Лист.            | Груд.            |                  |
| Середній максимум, °C                         | 9,86             | 11,90            | 16,68            | 23,48            | 28,41            | 33,33            | 33,91            | 33,08            | 29,07            | 22,69            | 15,88            | 9,80             |                  |
| Середня температура, °C                       | 1,35             | 3,37             | 8,17             | 14,94            | 19,89            | 24,80            | 28,02            | 27,20            | 23,18            | 16,79            | 10,01            | 3,93             |                  |
| Середній мінімум, °C                          | −7,18            | −5,15            | −0,37            | 6,42             | 11,37            | 16,27            | 22,14            | 21,32            | 17,30            | 10,91            | 4,11             | −1,96            |                  |
| Норма опадів, мм                              | 33               | 33               | 45               | 31               | 23               | 4                | 2                | 1                | 1                | 14               | 23               | 34               |                  |
| Середньомісячна швидкість вітру, м/с          | 1.35             | 2.10             | 2.80             | 3.16             | 2.80             | 2.77             | 2.80             | 2.66             | 2.33             | 2.18             | 1.98             | 1.40             |                  |
| Середньомісячна сонячна радіація, кДж/м²·день | 9097             | 11891            | 14324            | 17913            | 22060            | 25915            | 25764            | 23396            | 19734            | 14467            | 10743            | 8665             |                  |
| --------------------------------------------- | ---------------- | ---------------- | ---------------- | ---------------- | ---------------- | ---------------- | ---------------- | ---------------- | ---------------- | ---------------- | ---------------- | ---------------- | ---------------- |
| Джерело:                                      |                  |                  |                  |                  |                  |                  |                  |                  |                  |                  |                  |                  |                  |